# Кирин Къп 2006
Кирин Къп 2006 е състезанието за 2006 г. на тристранния международен футболен турнир Кирин Къп. То се провежда в Япония от 9 до 13 май. В надпреварата участват националните отбори на Япония, Шотландия и България. Кирин Къп е част от подготовката на Япония за световното по футбол в Германия. Наградният фонд е 100 000 щатски долара за първо място, 50 000 за второ и 10 000 за трето. Домакините поемат всички разходи на участниците.

## Схема на игра
| Дата   | Град    | Домакин   | Гост      | Резултат |
| ------ | ------- | --------- | --------- | -------- |
| 9 май  | Осака   | Япония    | България  | 1 – 2    |
| 11 май | Кобе    | България  | Шотландия | 1 – 5    |
| 13 май | Саитама | Шотландия | Япония    | 0 – 0    |

Краен победител – Шотландия.

## Състави

### България
Вратари: Георги Петков (Левски), Стоян Колев (Локомотив Пд)
Защитници: Валентин Илиев (ЦСКА), Живко Миланов, Лусио Вагнер, Станислав Ангелов, Елин Топузаков (Левски), Росен Кирилов (Литекс), Асен Караславов (Славия)
Полузащитници и нападатели: Зоран Янкович (Далиен), Благой Георгиев (Алавес), Димитър Телкийски (Левски), Георги Илиев (ЦСКА), Емил Гъргоров, Велизар Димитров (ЦСКА) Светослав Тодоров (Портсмут), Валери Домовчийски (Левски), Мартин Петров (Атлетико Мадрид).
Капитан на отбора е Мартин Петров.

### Япония
Вратари: Йоичи Дои (ФК Токио), Йошикацу Кавагучи (Джубило Ивата), Сеиго Наразаки (Нагоя Грампус Ейт)
Защитници: Макото Танака и Шинджи Мурай (Джубило Ивата), Цунеясу Миямото и Акира Каджи (Гамба Осака), Александре Сантош и Кейцуке Цубой (Урава Рад Даймъндс), Юичии Наказава (Йокохама Маринос), Юичи Комано (Санфресе Хирошима), Теруюки Монива (ФК Токио)
Полузащитници: Такаши Фукуниши (Джубио Ивата), Мицуо Огасавара и Масаши Мотояма (Кашима Антлърс), Шинджи Оно и Макото Хасебе (Урава Ред Даймъндс), Ясухито Ендо (Гамба Осака), Юки Абе (ДЖЕФ Юнайтед)
Нападатели: Сейчиро Маки (ДЖЕФ Юнайтед), Тацухико Кубо (Йокохама Маринос), Кейджи Тамада (Нагоя Грампус Ейт), Хисато Сато (Санфресе Хирошима).